# Де Гроте, Стивен
Стивен Де Гроте (англ. Steven африк. De Groote; 12 февраля 1953 года, Йоханнесбург — 22 мая 1989 года, Йоханнесбург) — южноафриканский пианист.
Музыкант в третьем поколении, сын Пьера де Гроте, руководителя студенческого оркестра Кейптаунского университета. Учился в Кейптауне у Ламара Кроусона, затем окончил Брюссельскую консерваторию (1971) у Эдуардо дель Пуэйо, после чего совершенствовал своё мастерство в Кёртисовском институте, где среди его наставников были Рудольф Серкин, Сеймур Липкин и Мечислав Хоршовский. В 1977 г. выиграл Международный конкурс пианистов имени Вана Клиберна, получив также две дополнительные премии — за лучшее исполнение камерного произведения и за лучшее исполнение заказного сочинения (Де Гроте — единственный исполнитель в истории конкурса, собравший все три награды). В том же году дебютировал в нью-йоркском Карнеги-холле.
Исполнительская карьера Де Гроте в значительной мере развивалась в США, хотя он с успехом выступал и в Европе — в частности, на Променадных концертах (выступление 1981 года, с Королевским филармоническим оркестром под управлением Эндрю Литтона, транслировалось по телевидению). Де Гроте осуществил ряд записей, в том числе концерт для фортепиано с оркестром Макса Регера (с Оркестром Юго-Западного радио Германии, дирижёр Михаэль Гилен), фортепианный концерт Эриха Корнгольда для левой руки (с Филармоническим оркестром Северо-западной Германии, дирижёр Вернер Андреас Альберт), сонату № 8 Сергея Прокофьева и др. С 1981 г. Де Гроте преподавал в Университете штата Аризона, в 1987 г. перешёл в Техасский христианский университет, расположенный в Форт-Уэрте, где состоялась его конкурсная победа десятью годами ранее.
Де Гроте был пилотом-любителем и в 1985 г. потерпел авиакатастрофу под Финиксом, получив повреждения лёгких и аорты. Ему удалось оправиться и вернуться к концертной деятельности. В 1989 г., отправившись в ЮАР, чтобы навестить семью, Де Гроте был госпитализирован с воспалением лёгких и вскоре умер, как оказалось, от группы заболеваний, ассоциированных со СПИДом.
Премия за лучшее исполнение камерного произведения, присуждаемая в рамках Конкурса пианистов имени Вана Клиберна, носит теперь имя Де Гроте.
Брат Стивена Де Гроте Оливер Де Гроте (1946—1996) был кларнетистом и музыкальным педагогом, а его сын Руди Де Гроте (род. 1974) стал виолончелистом; виолончелистом является и второй брат Стивена, Филип Де Гроте (род. 1952), многолетний участник британского Квартета Чилингиряна.